# Овенсвил (Индијана)
Овенсвил (енгл. Owensville) град је у америчкој савезној држави Индијана.

## Демографија
По попису из 2010. године број становника је 1.284, што је 38 (-2,9%) становника мање него 2000. године.
| Група             | 2000.         | 2010.         |
| Белци             | 1.290 (97,6%) | 1.242 (96,7%) |
| Афроамериканци    | 3 (0,2%)      | 3 (0,2%)      |
| Азијати           | 3 (0,2%)      | 3 (0,2%)      |
| Хиспаноамериканци | 15 (1,1%)     | 16 (1,2%)     |
| Укупно            | 1.322         | 1.284         |